# Oceanijsko prvenstvo u košarci 1987.
Oceanijsko prvenstvo u košarci 1987. bilo je osmo izdanje ovog natjecanja. Igralo se od 31. kolovoza do 4. rujna u Timaruu i Christchurchu. Pobjednik se kvalificirao na OI 1988.

## Turnir
| 1. momčad   | Ishod    | 2. momčad   |
| ----------- | -------- | ----------- |
| Australija  | 136 : 31 | Tahiti      |
| Australija  | 88 : 75  | Novi Zeland |
| Novi Zeland | 119 : 53 | Tahiti      |

| 1. momčad  | Ishod    | 2. momčad   |
| ---------- | -------- | ----------- |
| Australija | 115 : 59 | Novi Zeland |

| Pobjednici Oceanijskog košarkaškog prvenstva 1987. |
| AUSTRALIJA Osmi naslov                             |